# Charles Dickens
Charles John Huffam Dickens (7 tháng 2 năm 1812 – 9 tháng 6 năm 1870), bút danh "Boz", là tiểu thuyết gia và người chỉ trích xã hội người Anh. Ông đã tạo ra một số nhân vật hư cấu được biết đến nhiều nhất trên toàn cầu và được coi là người viết văn nổi tiếng nhất thời đại Nữ hoàng Victoria. Charles Dickens được xem là một trong những nhà văn vĩ đại viết bằng ngôn ngữ tiếng Anh, ông được ca ngợi về khả năng kể chuyện và trí nhớ, được nhiều người ở khắp nơi yêu mến trong suốt quãng đời của ông. Ông là tác giả hiện thực lớn nhất của nước Anh thế kỷ 19. Các tác phẩm của ông chủ yếu dành cho thiếu nhi và mang tính chất hiện thực. Sang thế kỷ 20, thiên tài văn học của ông đã được các nhà phê bình và các học giả thừa nhận rộng rãi. Tiểu thuyết và những truyện ngắn của ông tiếp tục được phổ biến rộng rãi.

## Những năm đầu đời

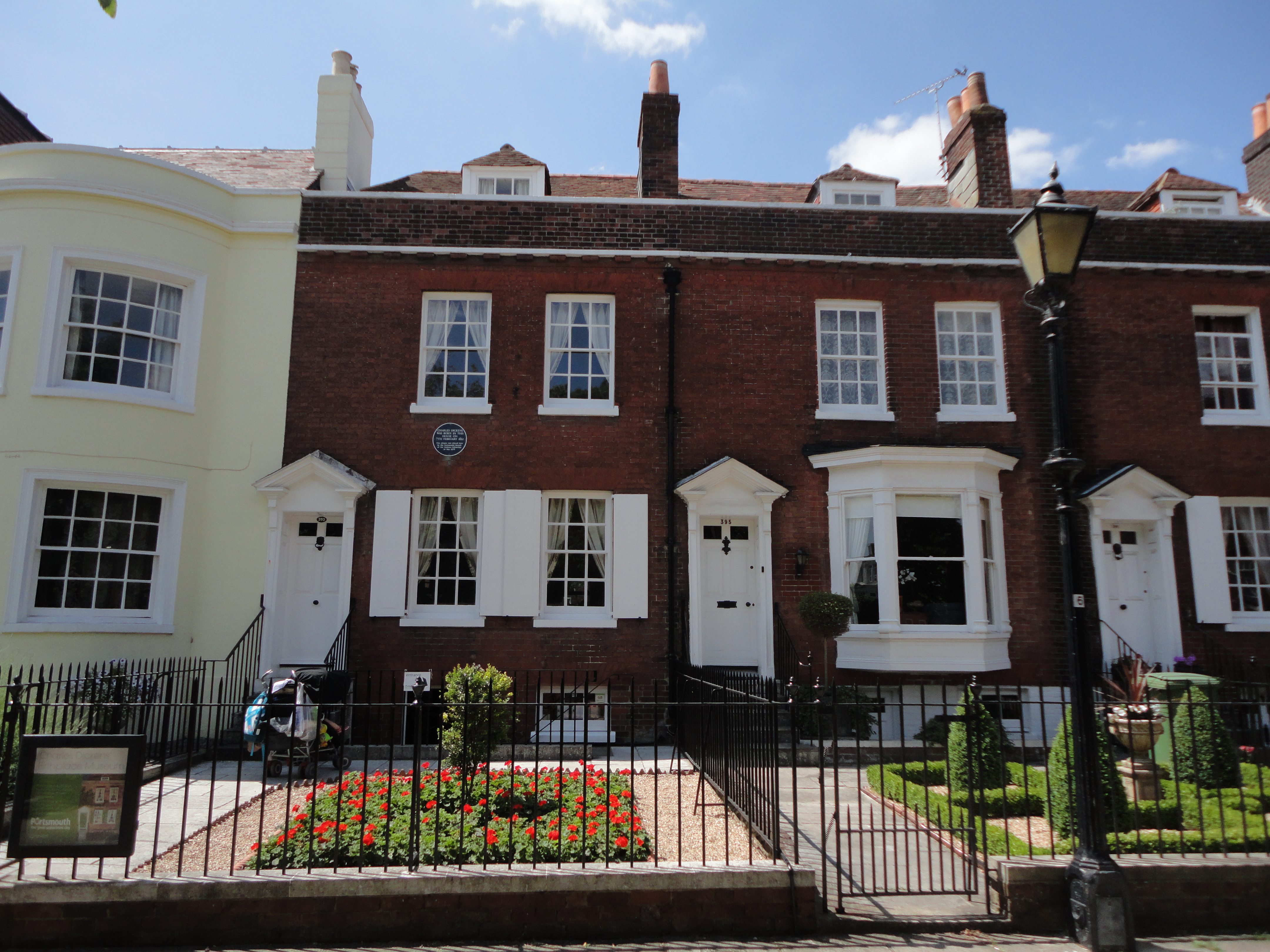
Nơi sinh của Charles Dickens; 393 Commercial Road, Postmouth

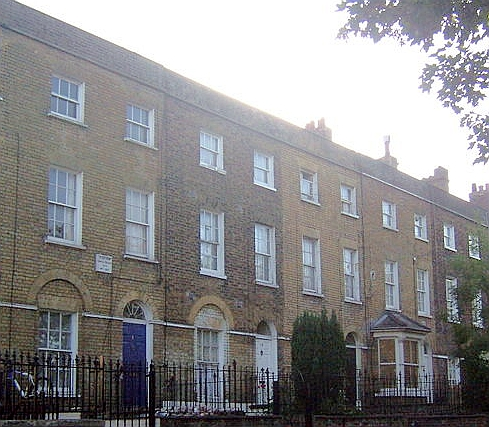
2 Ordnance Terrace, Chatham, là nhà của Dickens từ năm 1817 – tháng 5 năm 1821

Ông sinh ngày 7 tháng 2 năm 1812 tại 1 Mile End Terrace (hiện tại là 393 Commercial Road), Landport, ngoại ô thành phố Postmouth, thuộc vùng Hampshire, Tây Nam nước Anh trong một gia đình công chức bình dân. Ông là người con thứ 2 trong 8 người con của John Dickens (1786–1851), mẹ ông là Elizabeth Dickens (nhũ danh Barrow, 1789–1863). Cha ông là một nhân viên bán hàng trong Văn phòng Thanh toán của Hải quân và tạm thời đóng quân trên địa bàn huyện. Ông đã nhờ Christopher Huffam, người quan hệ với Hải quân, một người đàn ông đáng kính, và là người đứng đầu một công ty danh tiếng, làm cha đỡ đầu cho cậu bé Charles. Huffam được cho là nguồn cảm hứng cho Paul Dombey, chủ sở hữu của một công ty vận tải biển trong tác phẩm cùng tên Dombey và các con (1848) của Dickens.
Năm ông 5 tuổi, gia đình chuyển đến một thành phố nhỏ, cách London không xa. Nhưng 5 năm sau đó, vì gánh nặng nợ nần chồng chất không có khả năng thanh toán, cha ông đã tù giam. Vì vậy, ông đã phải vào làm thợ phụ tại xưởng chế tạo xi đánh giày.
Thời gian sau, ông may mắn vì được kế thừa gia tài của một người họ hàng, vì thế cha ông cũng thoát được cảnh tù đày. Ông tiếp tục con đường học hành.
16 tuổi, ông học tốc ký rồi làm thư ký cho tòa án và nghị viện rồi làm phóng viên cho tờ Thời sự buổi sáng. Đây chính là dịp ông nâng cao hiểu biết, tích lũy vốn sống mà nhất là thấy được bộ mặt xấu xa của chính quyền tư sản nước Anh bấy giờ.
Ông bắt đầu sáng tác văn học từ năm 1833 và mau chóng gặt hái được những thành công vang dội. Tên tuổi ông nhanh chóng được biết đến khắp nước Anh và châu Âu.
Ông qua đời vào ngày 9 tháng 6 năm 1870 tại Gad's Hill Place, Higham, Kent. Sau khi ông qua đời, thi hài của ông được chính phủ Anh đưa về an táng và chôn cất tại Tu viện Westminster, nơi chôn cất của các vĩ nhân nước Anh.

## Sự nghiệp

### Viết báo
Năm 1842, ông đã dành nửa năm trời để du lịch bên Mỹ, và trở về với tập Ghi chép về nước Mỹ (1842) để vạch trần chính sách phân biệt chủng tộc, thủ đoạn đê hèn của chính quyền và báo chí Mỹ bấy giờ.
Ông đã từng giữ chức Tổng biên tập tờ tin Tin hàng ngày vào năm 1846 với hi vọng đem lại hạnh phúc và phồn vinh cho mọi người qua các bài viết.

## Tiếp nhận
Dickens là một tiểu thuyết gia nổi tiếng nhất thời ông, và là một trong những tác giả người Anh nổi tiếng nhất và có nhiều độc giả. Các tác phẩm của ông không bao giờ in ra, và liên tục được điều chỉnh cho màn ảnh kể từ khi chuyển thể thành phim, với ít nhất 200 tác phẩm điện ảnh và chương trình TV dựa trên các tư liệu của ông.

### Tiểu thuyết
Các tác phẩm tiêu biểu: 
- The Posthumous Papers of the Pickwick Club (Cuộc phiêu lưu của ông Pickwick, 1837)
- The Adventures of Oliver Twist (Oliver Twist, 1839)
- The Life and Adventures of Nicholas Nickleby (Nicholas Nickleby, 1839)
- The Old Curiosity Shop (Cửa hàng bán đồ cổ, 1840)
- Barnaby Rudge (1841)
- A Christmas Carol (Bài ca mừng Giáng sinh, 1843)
- The Life and Adventures of Martin Chuzzlewit (Những cuộc phiêu lưu của Martin Chuzzlewit, 1844)
- The Chimes
- The Cricket on the Hearth
- The Battle of Life
- Dombey and Son
- The Haunted Man and the Ghost's Bargain
- David Copperfield (1850) (cái tên đó sau này được David Seth Kotkin lấy làm tên khi đi lưu diễn ảo thuật của mình)
- Bleak House (Ngôi nhà lạnh lẽo, 1853)
- Hard Times: For These Times (Thời gian khổ, 1854)
- Little Dorrit (Cô bé Dorrit, 1857)
- A Tale of Two Cities (Chuyện hai thành phố, 1859)
- Great Expectations (Những kỳ vọng lớn lao, 1861)
- Our Mutual Friend  (Những người bạn chung, 1865)
- The Mystery of Edwin Drood (Những điều bí mật của Edwin Drood, tác phẩm ông đang viết dở thì qua đời)

### Truyện ngắn
Không chỉ thành công ở mảng tiểu thuyết và viết báo, ông còn rất thành công khi viết các tác phẩm truyện ngắn. Rất nhiều các tác phẩm truyện ngắn của ông đã giành được những thành công và sự ủng hộ từ đông đảo bạn đọc như:
- Sketches by Boz (Phác thảo của Boz, 1836)
- The Mudfog Papers (Thư từ Mudfog, 1837)
- Reprinted Pieces (Tái bản, 1861)
- The Uncommercial Traveller (Người du hành vô sản, 1860–1869)
- Captain Murderer (Đại úy sát nhân, 1860)

## Tư liệu
- Ackroyd, Peter (1990). Dickens. London: Sinclair-Stevenson. ISBN 978-1-85619-000-8. Lưu trữ bản gốc ngày 26 tháng 9 năm 2015. Truy cập ngày 2 tháng 7 năm 2015.
- Atkinson, Paul (1990). The Ethnographic Imagination: Textual Constructions of Reality. London: Routledge. tr. 48. ISBN 978-0-415-01761-9.
- Bidwell, Walter Hilliard, biên tập (July–December 1870). "The Eclectic Magazine: Foreign Literature". Eclectic Magazine: Foreign Literature, Science and Art. New Series (Charles Dickens Obituary). Quyển 12. tr. 222–224. Lưu trữ bản gốc ngày 8 tháng 10 năm 2015. Truy cập ngày 2 tháng 7 năm 2015.
- Black, Joseph Laurence (2007). "Charles Dickens". Trong Black, Joseph Laurence (biên tập). The age of romanticism. The Victorian era. The twentieth century and beyond. The Broadview Anthology of British Literature. Quyển 2. Broadview Press. tr. 735–743. ISBN 978-1-55111-869-7. Lưu trữ bản gốc ngày 19 tháng 11 năm 2016. Truy cập ngày 18 tháng 2 năm 2016.
- Bodenheimer, Rosemarie (2011). "London in the Victorian Novel". Trong Manley, Lawrence (biên tập). The Cambridge Companion to the Literature of London. Cambridge University Press. tr. 142–159. ISBN 978-0-521-72231-5. Lưu trữ bản gốc ngày 19 tháng 11 năm 2016. Truy cập ngày 18 tháng 2 năm 2016.
- Bowen, John (2019). "Madness and the Dickens Marriage: a New Source". The Dickensian. Quyển 115 số 507. tr. 5–20. Truy cập ngày 8 tháng 2 năm 2023.
- Cain, Lynn (2008). Dickens, family, authorship: psychoanalytic perspectives on kinship and creativity. Ashgate Publishing. ISBN 978-0-7546-6180-1. Lưu trữ bản gốc ngày 18 tháng 10 năm 2015. Truy cập ngày 2 tháng 7 năm 2015.
- Callow, Simon (2012). Charles Dickens and the Great Theatre of the World. Vintage. ISBN 978-0-345-80323-8.
- Callow, Simon (2009). Dickens's Christmas: A Victorian Celebration. Frances Lincoln Ltd. ISBN 978-0-7112-3031-6. Lưu trữ bản gốc ngày 19 tháng 9 năm 2015. Truy cập ngày 2 tháng 7 năm 2015.
- Chesterton, G.K. (2005) [1906]. Charles Dickens: A Critical Study. Kessinger Publishing. ISBN 978-1-4179-1996-3. Lưu trữ bản gốc ngày 19 tháng 11 năm 2016. Truy cập ngày 18 tháng 2 năm 2016.
- Chesterton, G.K. (1911). Appreciations and Criticisms of the Works of Charles Dickens. J M DentForgotten Books. tr. 54. ISBN 978-1-4400-9125-4.
- Cochrane, Robertson (1996). Wordplay: origins, meanings, and usage of the English language. University of Toronto Press. ISBN 978-0-8020-7752-3.
- Cohen, Jane R. (1980). Charles Dickens and His Original Illustrators. Ohio State University Press. ISBN 978-0-8142-0284-5. Lưu trữ bản gốc ngày 20 tháng 9 năm 2015. Truy cập ngày 2 tháng 7 năm 2015.
- Colledge, Gary L. (2009). God and Charles Dickens. Baker Books. ISBN 978-1-4412-3778-1. Lưu trữ bản gốc ngày 22 tháng 9 năm 2015. Truy cập ngày 2 tháng 7 năm 2015.
- Davis, Paul (1998). Charles Dickens A to Z. Facts on File, Inc. ISBN 978-0-8160-2905-1.
- Hartley, Jenny (2009). Charles Dickens and The House of Fallen Women. London: Methuen. ISBN 978-0-413-77643-3. Lưu trữ bản gốc ngày 8 tháng 10 năm 2015. Truy cập ngày 2 tháng 7 năm 2015.
- Morrison, Richard (ngày 3 tháng 2 năm 2012). "Champion of the little people". The Australian. Truy cập ngày 22 tháng 4 năm 2012.
- Davies, James A (1983). John Forster, a Literary Life. Rowman & Littlefield. ISBN 978-0-389-20391-9. Lưu trữ bản gốc ngày 19 tháng 11 năm 2016. Truy cập ngày 18 tháng 2 năm 2016.
- Dickens, Henry Fielding (1934). The Recollections of Sir Henry Fielding Dickens, KC. William Heinemann Ltd.
- Ellmann, Richard (1988) [1987]. Oscar Wilde. London: Penguin Books. ISBN 978-0-14-009661-3.
- Flint, Kate (2001). "The middle novels: Chuzzlewit, Dombey and Copperfield". Trong Jordan, John O (biên tập). The Cambridge Companion to Charles Dickens. Cambridge University Press. ISBN 978-0-521-66964-1.
- Forster, John (2006) [1872–1874]. Life of Charles Dickens. London: Diderot Publishing. ISBN 978-90-77932-03-2. Lưu trữ bản gốc ngày 21 tháng 9 năm 2015. Truy cập ngày 2 tháng 7 năm 2015.
- Foxcroft, Louise (2007). The Making of Addiction: The 'Use and Abuse' of Opium in Nineteenth-Century Britain. Ashgate Publishing. ISBN 978-0-7546-5633-3. Lưu trữ bản gốc ngày 30 tháng 10 năm 2015. Truy cập ngày 2 tháng 7 năm 2015.
- Furneaux, Holly (2011). "Childhood". Trong Ledger, Sally; Furneaux, Holly (biên tập). Dickens in Context. Cambridge University Press. tr. 186–193. ISBN 978-0-521-88700-7. Lưu trữ bản gốc ngày 25 tháng 10 năm 2015. Truy cập ngày 2 tháng 7 năm 2015.
- Glancy, Ruth (1999). Student Companion to Charles Dickens. Westport, Connecticut: Greenwood Publishing Company. ISBN 978-0-313-30611-2. Lưu trữ bản gốc ngày 20 tháng 9 năm 2015. Truy cập ngày 2 tháng 7 năm 2015.
- Grossman, Jonathan H (2012). Charles Dickens's Networks: Public Transport and the Novel. Oxford: Oxford University Press. ISBN 978-0-19-964419-3. Lưu trữ bản gốc ngày 19 tháng 11 năm 2016. Truy cập ngày 18 tháng 2 năm 2016.
- Hauser, Arnold (1999) [1951]. The Social History of Art: Naturalism, impressionism, the film age. Quyển 4. London: Routledge. ISBN 978-0-415-19948-3. Lưu trữ bản gốc ngày 17 tháng 10 năm 2015. Truy cập ngày 2 tháng 7 năm 2015.
- Hawes, Donald (1998). Who's Who in Dickens. Psychology Press. ISBN 978-0-415-13604-4. Lưu trữ bản gốc ngày 20 tháng 9 năm 2015. Truy cập ngày 2 tháng 7 năm 2015.
- Henson, Louise (2004). "'In the Natural Course of Physical Things': Ghosts and Science in Charles Dickens's All the Year Round". Trong Henson, Louise; Cantor, Geoffrey; Dawson, Gowan; Noakes, Richard; Shuttleworth, Sally; Topham, Jonathan R (biên tập). Culture and Science in the Nineteenth-Century Media. Ashgate Publishing. tr. 113–124. ISBN 978-0-7546-3574-1. Lưu trữ bản gốc ngày 30 tháng 10 năm 2015. Truy cập ngày 2 tháng 7 năm 2015.
- Hobsbaum, Philip (1998) [1972]. A reader's guide to Charles Dickens. Syracuse University Press. tr. 270. ISBN 978-0-8156-0475-4.
- Hughes, William Richard (1891). A week's tramp in Dickens-Land: together with personal reminiscences of the 'Inimitable Boz'. Oxford: Chapman & Hall.
- Hutton, Ronald (2001). The Stations of the Sun: A History of the Ritual Year in Britain. Oxford University Press. ISBN 978-0-19-285448-3. Lưu trữ bản gốc ngày 22 tháng 9 năm 2015. Truy cập ngày 2 tháng 7 năm 2015.
- Jackson, Kenneth T (1995). The Encyclopedia of New York City. New York Historical Society. ISBN 978-0-300-05536-8.
- Johnson, E D H (1969). Charles Dickens: An Introduction to His Novels. Random House Studies in Language and Literature. Random House. ASIN B0011BLL8W. Lưu trữ bản gốc ngày 29 tháng 6 năm 2019. Truy cập ngày 22 tháng 4 năm 2012.
- Jones, Richard (2004). Walking Dickensian London. Globetrotter walking guides. London: New Holland Publishers. ISBN 978-1-84330-483-8. Lưu trữ bản gốc ngày 19 tháng 11 năm 2016. Truy cập ngày 18 tháng 2 năm 2016.
- Jones, Sam (ngày 6 tháng 2 năm 2012). "Ebenezer Scrooge named most popular Dickens character". The Guardian. Lưu trữ bản gốc ngày 12 tháng 11 năm 2020. Truy cập ngày 22 tháng 4 năm 2012.
- Kucich, John; Sadoff, Dianne F (2006). "Charles Dickens". Trong Kastan, David Scott (biên tập). The Oxford Encyclopedia of British Literature, Volume. Quyển 1. Oxford University Press. tr. 154–164. ISBN 978-0-19-516921-8. Lưu trữ bản gốc ngày 19 tháng 11 năm 2016. Truy cập ngày 18 tháng 2 năm 2016.
- Levin, Harry (Autumn 1970). "Charles Dickens (1812–1870)". The American Scholar. Quyển 39 số 4.
- Lodge, David (2002). Consciousness and the Novel. Harvard, Massachusetts: Harvard University Press. tr. 118. ISBN 978-0-674-00949-3.
- Marlow, James E. (1994). Charles Dickens: The Uses of Time. Susquehanna University Press. ISBN 978-0-945636-48-9. Lưu trữ bản gốc ngày 26 tháng 10 năm 2015. Truy cập ngày 2 tháng 7 năm 2015.
- Mazzeno, Laurence W. (2008). The Dickens industry: critical perspectives 1836–2005. Studies in European and American literature and culture. Literary criticism in perspective. Camden House. ISBN 978-1-57113-317-5. Lưu trữ bản gốc ngày 23 tháng 9 năm 2015. Truy cập ngày 2 tháng 7 năm 2015.
- Mee, Jon (2010). The Cambridge Introduction to Charles Dickens. Cambridge Introductions to Literature. Cambridge University Press. ISBN 978-0-521-67634-2. Lưu trữ bản gốc ngày 22 tháng 10 năm 2015. Truy cập ngày 2 tháng 7 năm 2015.
- Moore, Grace (2004). Dickens and Empire:Discourses of Class, Race and Colonialism in the Works of Charles Dickens. Ashgate Publishing. ISBN 978-0-7546-3412-6. Lưu trữ bản gốc ngày 22 tháng 10 năm 2015. Truy cập ngày 2 tháng 7 năm 2015.
- Nayder, Lillian (2011). The other Dickens: a life of Catherine Hogarth. Cornell University Press. ISBN 978-0-8014-4787-7.
- Nisbet, Ada (1952). Dickens & Ellen Ternan. University of California Press. tr. 37.
- Page, Norman (1999). Charles Dickens:Family History. Routledge. ISBN 978-0-415-22233-4. Lưu trữ bản gốc ngày 30 tháng 10 năm 2015. Truy cập ngày 2 tháng 7 năm 2015.
- Patten, Robert L (2001). "From Sketches to Nickleby". Trong Jordan, John O (biên tập). The Cambridge Companion to Charles Dickens. Cambridge University Press. ISBN 978-0-521-66964-1.
- Polloczek, Dieter (1999). "Aporias of Retribution and questions of responsibility: the legacy of incarceration in Dickens's Bleak House". Literature and Legal Discourse: Equity and Ethics from Sterne to Conrad. Cambridge University Press. tr. 124–201. ISBN 978-0-521-65251-3. Lưu trữ bản gốc ngày 26 tháng 9 năm 2015. Truy cập ngày 2 tháng 7 năm 2015.
- Pope-Hennessy, Una (1945). Charles Dickens 1812–1870. Chatto and Windus.
- Raina, Badri (1986). Dickens and the Dialectic of Growth. University of Wisconsin Press. tr. 25. ISBN 978-0-299-10610-2.
- Robinson, David J. (2005). Disordered personalities (ấn bản thứ 3). Rapid Psychler Press. ISBN 978-1-894328-09-8. Lưu trữ bản gốc ngày 20 tháng 9 năm 2015. Truy cập ngày 2 tháng 7 năm 2015.
- Sasaki, Toru (2011). "Modern screen adaptations". Trong Ledger, Sally; Furneaux, Holly (biên tập). Dickens in Context. Cambridge University Press. tr. 67–73. ISBN 978-0-521-88700-7. Lưu trữ bản gốc ngày 19 tháng 9 năm 2015. Truy cập ngày 2 tháng 7 năm 2015.
- Schlicke, Paul, biên tập (1999). Oxford Reader's Companion to Dickens. Oxford University Press. ISBN 978-0-19-866213-6.
- Slater, Michael (1983). Dickens and Women. Stanford University Press. ISBN 978-0-8047-1180-7. Lưu trữ bản gốc ngày 18 tháng 10 năm 2015. Truy cập ngày 2 tháng 7 năm 2015.
- Slater, Michael (2009). Charles Dickens: A Life Defined by Writing. New Haven / London: Yale University Press. ISBN 978-0-300-11207-8.
- Smiley, Jane (2002). Charles Dickens. New York: Penguin. ISBN 978-0-670-03077-4.
- Smith, Grahame (2001). "The Life and Times of Charles Dickens". Trong Jordan, John O (biên tập). The Cambridge Companion to Charles Dickens. Cambridge University Press. ISBN 978-0-521-66964-1.
- Stanley, Arthur Penrhyn (1870). "Dean Stanley on Charles Dickens". Speeches, letters, and sayings of Charles Dickens. Harper. Lưu trữ bản gốc ngày 8 tháng 10 năm 2015. Truy cập ngày 2 tháng 7 năm 2015.
- Stone, Harry (1987). Dickens's working notes for his novels. Chicago: University of Chicago Press. ISBN 978-0-226-14590-7. Lưu trữ bản gốc ngày 20 tháng 9 năm 2015. Truy cập ngày 2 tháng 7 năm 2015.
- Sutherland, John (1990). The Stanford Companion to Victorian Fiction. Stanford, California: Stanford University Press. ISBN 978-0-8047-1842-4. Lưu trữ bản gốc ngày 19 tháng 10 năm 2015. Truy cập ngày 2 tháng 7 năm 2015.
- Swift, Simon (ngày 18 tháng 4 năm 2007). "What the Dickens?". The Guardian. Lưu trữ bản gốc ngày 24 tháng 12 năm 2012. Truy cập ngày 21 tháng 4 năm 2012.
- Tomalin, Claire (2011). Charles Dickens: A Life. Viking. ISBN 978-0-670-91767-9.
- Tomalin, Claire (1992). The invisible woman: the story of Nelly Ternan and Charles Dickens. Vintage Books. ISBN 978-0-679-73819-0. Lưu trữ bản gốc ngày 19 tháng 9 năm 2015. Truy cập ngày 2 tháng 7 năm 2015.
- Trollope, Anthony (2007). Bloom, Harold (biên tập). Charles Dickens. Bloom's Classic Critical Views. Infobase Publishing. ISBN 978-0-7910-9558-4. Lưu trữ bản gốc ngày 25 tháng 10 năm 2015. Truy cập ngày 2 tháng 7 năm 2015.
- Van De Linde, Gérard (1917). Reminiscences. Ayer Publishing. ISBN 978-0-405-10917-1. Lưu trữ bản gốc ngày 17 tháng 10 năm 2015. Truy cập ngày 2 tháng 7 năm 2015.
- Vlock, Deborah (1998). Dickens, Novel Reading, and the Victorian Popular Theatre. Cambridge Studies in Nineteenth-Century Literature and Culture. Quyển 19. Oxford University Press. ISBN 978-0-521-64084-8. Lưu trữ bản gốc ngày 21 tháng 9 năm 2015. Truy cập ngày 2 tháng 7 năm 2015.
- Werner, Alex (ngày 9 tháng 12 năm 2011). "Exhibition in focus: Dickens and London, the Museum of London". The Daily Telegraph. Lưu trữ bản gốc ngày 7 tháng 4 năm 2012. Truy cập ngày 22 tháng 4 năm 2012.
- Wilson, Angus (1972). The World of Charles Dickens. Penguin Books. ISBN 978-0-670-02026-3. Lưu trữ bản gốc ngày 26 tháng 9 năm 2015. Truy cập ngày 2 tháng 7 năm 2015.
- Woolf, Virginia (1986). McNeillie, Andrew (biên tập). The Essays of Virginia Woolf: 1925–1928 (ấn bản thứ 2). Hogarth Press. ISBN 978-0-7012-0669-7. Lưu trữ bản gốc ngày 19 tháng 9 năm 2015. Truy cập ngày 2 tháng 7 năm 2015.
- Ziegler, Alan (2007). The Writing Workshop Note Book: Notes on Creating and Workshopping. Counterpoint Press. ISBN 978-1-933368-70-2. Lưu trữ bản gốc ngày 18 tháng 10 năm 2015. Truy cập ngày 2 tháng 7 năm 2015.